# Morten Skovsted
Morten Skovsted (født 18. januar 1967 i Odense) er en dansk sognepræst, cand.theol., historiker og desuden kommunikationsuddannet.  
Som sognepræst i Hjortshøj-Egå ved Århus har Morten Skovsted siden 1996 været en af Folkekirkens markante fornyere. Han etablerede i 1997 folkekirkens digitale konvent, Pastorlisten. Han har også på mange andre måder arbejdet med kirkelig fornyelse, herunder alternative gudstjenesteformer. Morten Skovsted stod desuden bag hjemmesider til de nogle af de allerførste sogne og kirkelige organisationer i Danmark.  
I en årrække var han politisk aktiv i Det Radikale Venstre, hvor han var medlem af hovedbestyrelsen fra 2004 til han forlod partiet 10. marts 2009. Han har været 1. suppleant til både Århus Byråd og Folketinget, samt tovholder for partiets retspolitiske arbejdsgruppe. 
Som historiker har Morten Skovsted holdt mange foredrag om især hekseprocesserne, Titanic, 1. verdenskrig og Hitler og Tyskland. 
Som sognepræst er Morten Skovsted engageret i arbejdet med salmer. I 2011 dannede han salmenetværket 'Syng Nyt', der arbejder især for udbredelsen af nyere salmer. I 2013-16 var han formand for redaktionsgruppen var salmebogstillægget '100 Salmer'. Siden 2014 har han været fast anmelder og klummist for Kristeligt Dagblad indenfor 'Sang og salmer'. Siden 2015 har Morten Skovsted været idémand bag og fortsat ansvarlig for Salmedatabasen og salmer.dk, der har samlet en række salmeressourcer på een hjemmeside. I september 2019 tog Morten Skovsted initiativ til dannelsen af 'Salmehistoriske netværk', der skulle løfte arven fra det i 2019 nedlagte 'Hymnologisk Selskab'. 
Morten Skovsted er gift med forfatter og ph.D. Iben Krogsdal. Parret har sammen fire børn.